# The Best (Lucifer)
The Best è il primo greatest hits del gruppo giapponese dei Λucifer. 

## Tracce
1. Datenshi Blue (堕天使BLUE)
2. C no Binetsu (Cの微熱)
3. Tokyo Illusion (TOKYO幻想)
4. Lucy
5. Midnight Crow
6. Carnation Crime
7. Junk City
8. Love & Pain
9. Tsubasa
10. Hypersonic Soul (ハイパーソニック ソウル)
11. Egovision (エゴビジョン)
12. Regret
13. Shooting Star
14. Desire
15. Realize
16. See You
17. Hurry [bonus track inedita][1]